# Волинська Анна Олексіївна
Волинська Анна Олексіївна (нар.21 листопада 1962, Луцьк, Волинська область, Україна) — українська поетеса, перекладачка, музикантка.

## Життєпис
З 1969 року навчалася в Львівській середній спеціальній музичній школі-інтернаті імені Соломії Крушельницької.
У 1980—1985 роках навчалася в Львівській державній консерваторії імені Миколи Лисенка. Зараз працює викладачем у дитячій музичній школі Львова.
Авторка трьох поетичних книг — «Вогонь осінній», «Співзвуччя», «Окрушини». Друкувалась в обласній періодиці, журналах «Дніпро», «Київ», «Дзвін», збірнику молодих літераторів «Високий Замок», антології львівських поетів «З горіха зерня».
Також у творчому доробку:
- Лібрето до опери композитора Мирослава Волинського[2] «Івасик-Телесик» за п'єсою Олександра Олеся.
- Лібрето (у співавторстві з Романом Гораком) до опери композитора Мирослава Волинського[2] «Данило Галицький».
- Авторка лібрето ораторії «Totus Tuus» композитора Мирослава Волинського, присвяченій 10-ій річниці пастирського візиту блаженного Івана Павла ІІ до України,[3][4][5] та лібрето ораторії за листами і проповідями Андрея Шептицького «Я тебе кличу», присвяченій 150-літтю народження Митрополита Андрея Шептицького.[6][7]
- Переклад лібрето до опери «Ромео і Джульєтта»[fr] Шарля Гуно[8]

## Твори
- Вогонь осінній — вірші
- Співзвуччя — вірші
- Окрушини — поетична збірка

## Музичні твори на слова Анни Волинської
- Мирослав Волинський: "Totus Tuus" ораторія на честь блаженного Івана Павла ІІ
- Мирослав Волинський: "Я тебе кличу" ораторія до 150 річниці Андрея Шептицького
- Мирослав Волинський: "Нам ще жити" кантата до 10 роковин Чорнобильської трагедії
- Мирослав Волинський: "На вічну тему" вокальний цикл
- Мирослав Волинський: "В наші ночі" вокальний цикл
- Мирослав Волинський: окремі вокальні твори: "Ти моя світла надія", "Вечір", "До музики", "Сонет", "Весна тридцять третього", "Грішниця", "Я намагаюсь", "Сина людського вдягли в багряницю", "Вже тепло",  "Літа літопис", "Черкнутися душею до душі".
- Мирослав Волинський: хорові твори: "Молитва за Україну", "Боже-побратиме", "Перші весняні грози", "До Живоносного джерела",